# Ribeira da Cancela
A Ribeira da Cancela é um curso de água português localizado na freguesia das Manadas, concelho da Velas, ilha de São Jorge, arquipélago dos Açores.
Este curso de água tem origem a uma cota de cerca de 650 metros de altitude nos contrafortes montanhosos da Cordilheira Central da ilha, nas imediações do Pico do Montoso.
Procede à drenagem de uma bacia hidrográfica que engloba os contrafortes desta elevação e também do Pico da Esperança.
Desagua no Oceano Atlântico depois de atravessar a localidade das Manadas, próximo à Igreja de Santa Bárbara.